# Liste der Kulturdenkmäler in Malborn
In der Liste der Kulturdenkmäler in Malborn sind alle Kulturdenkmäler der rheinland-pfälzischen Ortsgemeinde Malborn aufgeführt. Grundlage ist die Denkmalliste des Landes Rheinland-Pfalz (Stand: 10. August 2023).

## Einzeldenkmäler
| Bezeichnung                          | Lage                               | Baujahr | Beschreibung                                             | Bild |
| ------------------------------------ | ---------------------------------- | ------- | -------------------------------------------------------- | ---- |
| Katholische Pfarrkirche St. Brictius | Hauptstraße Lage                   | 1806–08 | fünfachsiger Saalbau, 1806–08, spätbarockes Portal, 1736 | BW   |
| Wegekreuz                            | In der Träf, Ecke Hauptstraße Lage | 1832    | klassizistisches Schaftkreuz, bezeichnet 1832            | BW   |